# Q̄
Q̄ (minuskule q̄) je písmeno latinky používané v rukopisech.
Používá se v angličtině na lékařských předpisech, kde značí zkratku latinského slova quisque, v překladu každý.
Dále znak použil Richard Lepsius ve své abecedě pro zuluštiny. Zde Q̄ označovalo mlaskavku, běžně psanou jako !.
V Unicode mají písmena Q̄ a q̄ tyto kódy:
- Q̄ U+0051 U+0304
- q̄ U+0071 U+0304